# 粗齿紫萁
粗齿紫萁（学名：Osmunda banksiifolia）为紫萁科紫萁属下的一个种。

## 扩展阅读
- 維基物種上的相關：粗齿紫萁